# Mariolina Venezia
Mariolina Venezia (Matera, 1961) è una scrittrice, sceneggiatrice e poetessa italiana.

## Biografia
Materana, vive a Roma, dopo aver vissuto a lungo in Francia.
Ha vinto nel 2007 il premio Campiello con il romanzo Mille anni che sto qui, una saga familiare ambientata nella sua terra d'origine.
Successivamente scrive Come piante tra i sassi (2009), ambientato nuovamente in Basilicata, con il quale si cimenta con il genere giallo. Segue il romanzo «Da dove viene il vento», pubblicato nel 2011. Nel 2013 pubblica «Maltempo», che ha come protagonista Imma Tataranni, la stessa PM conosciuta in Come piante tra i sassi. Alla protagonista di questi due romanzi e dei tre successivi intitolati Rione Serra Venerdì (2018), Via del Riscatto (2019) ed Ecchecavolo - Il mondo secondo Imma Tataranni (2021) è ispirata la serie televisiva Imma Tataranni - Sostituto procuratore.
Ha pubblicato diverse raccolte di poesie e ha lavorato come sceneggiatrice di fiction televisive, per La squadra, Don Matteo e numerose altre serie.

## Opere
- Altri miracoli, Roma, Theoria, 1998, ISBN 88-241-0601-3.
  -  Altri miracoli, Torino, Einaudi, 2009, ISBN 978-88-06-19105-4.
- Mille anni che sto qui, Torino, Einaudi, 2006, ISBN 978-88-06-18474-2.
  - J'ai vécu mille ans, traduzione in francese di Nathalie Bauer, Parigi, Robert Laffont, collection Pavillons, 2008 ISBN 978-2-221-10805-5
- Come piante tra i sassi (Imma Tataranni e la storia sepolta), Torino, Einaudi, 2009, ISBN 978-88-06-19103-0.
- Rivelazione all'Esquilino, Roma, Nottetempo, coll. Gransassi, 2011, ISBN 978-88-7452-275-0.
- Da dove viene il vento, Torino, Einaudi, coll. I coralli, 2011, ISBN 978-88-06-19104-7.
- Maltempo (Imma Tataranni e gli inciampi del presente), Torino, Einaudi, coll. I coralli, 2013, ISBN 978-88-06-20676-5.
- La volpe meccanica, Milano, Bompiani, coll. Assaggi, 2014, ISBN 978-88-45-27689-7.
- Rione Serra Venerdì (Imma Tataranni e le trappole del passato), Torino, Einaudi, coll. I coralli, 2018, ISBN 978-88-06-22305-2.
- Via del Riscatto (Imma Tataranni e le incognite del futuro), Torino, Einaudi, coll. I coralli, 2019, ISBN 978-88-06-23626-7.
- Ecchecavolo – Il mondo secondo Imma Tataranni, Matera, 2021.

### Filmografia come sceneggiatrice
- Stiamo bene insieme, regia di Elisabetta Lodoli e Vittorio Sindoni (2002)
- Sara May, regia di Marianna Sciveres (2004)
- Imma Tataranni - Sostituto procuratore, regia di Francesco Amato (2019)